# Соффредо Эррико Гаэтани
Соффредо Эррико Гаэтани (Soffredo, также известный как Soffredo Errico Gaetani; его имя также пишут как Soffrido, Goffredo) — католический церковный деятель XII века. На консистории в середине 1182 года был провозглашен кардиналом-дьяконом с титулом церкви Санта-Мария-ин-Виа-Лата. Участвовал в выборах папы 1185 (Урбан III), 1187 (Григорий VIII), 1187 (Климент III), 1191 (Целестин III) и 1198 (Иннокентий III) годов.